# ديك بوند
ديك بوند (8 فبراير 1948 في المملكة المتحدة - ) (بالإنجليزية: Dick Bond)‏ هو لاعب كريكت بريطاني. لعب مع Suffolk County Cricket Club ‏.

## وصلات خارجية
- ديك بوند على موقع إي آس بي آن كريك إنفو (الإنجليزية)